# كأس اليونان 1985–86
كأس اليونان 1985–86 (باليونانية: Κύπελλο Ελλάδος ποδοσφαίρου ανδρών 1985-86)‏ هو الموسم 44 من كأس اليونان. أشرف على تنظيمه الاتحاد الإغريقي لكرة القدم، وكان عدد الأندية المشاركة فيه 76، وفاز فيه باناثينايكوس.